# Arcs i voltes de pas (Manyanet)
Els Arcs i voltes de pas és una obra al poble de Manyanet, al municipi de Sarroca de Bellera (Pallars Jussà) inclosa a l'Inventari del Patrimoni Arquitectònic de Catalunya.

## Descripció
Conjunt de voltes i arcs de pas d'aquest poble adaptat al fort desnivell del terreny. Varen servir per a comunicar els diferents edificis sense tallar els dificultoses carrerons d'accés al poble, d'origen medieval. És característica la utilització de la pedra tosca per l'adovellat de les arcades.